# Бруслина бородавчаста
Брусли́на борода́вчаста (Euonymus verrucosus) — отруйна багаторічна рослина родини бруслинових, також відома під народними назвами бірючи́на, брузлеви́на, бруслеви́на, вересклеп, дрислявина, проскурина. Гутаперчоносний, лікарський, деревинний, фарбувальний, олійний, декоративний, фітомеліоративний вид.

## Опис

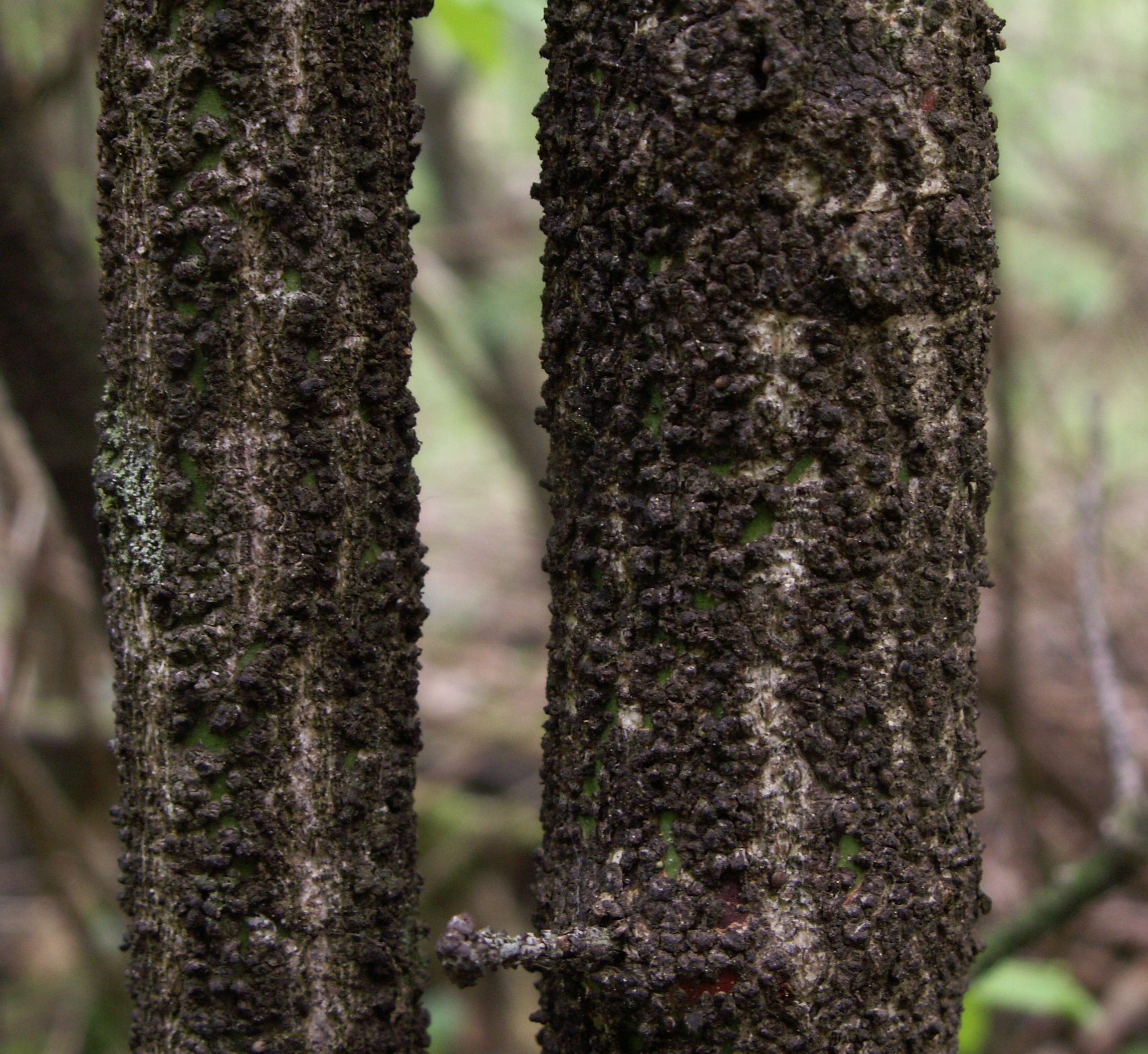
Стовбур Бруслини бородавчастої

Листопадний кущ 1-3 м заввишки із зеленими або коричневими гілками, густо вкритими чорно-бурими бородавками. 
Листки супротивні (1,5-6 см завдовжки, 0,7-4,5 см завширшки), цілісні, шкірясті, яйцеподібні або овальні, рідше ланцетні, зверху темно-зелені, знизу ясніші, голі або трохи опушені по жилках, загострені, дрібнопилчасті, розміщені на коротких черешках. 
Квітки сидять у пазухах листків на досить довгих квітконосах, зібрані по 3 (5-7) у напівзонтики. Квітки чотиричленні, правильні (6-11 мм у діаметрі), оцвітина подвійна, чашечка щільно прилягає до буруватих простертих пелюсток. Тичинки прикріплені до краю м'ясистого диска, з якого виходить плоска 3-5-гнізда зав'язь. 
Плід — сплюснуто-куляста, рожева або рожево-червона коробочка (8-12 мм у діаметрі і 6 мм заввишки). Насінини, круглі, чорні, блискучі, частково оточені оранжево-червоним, соковитим принасінником.

## Поширення
Бруслина бородавчаста росте в підліску листяних і мішаних лісів, на галявинах, серед чагарників, по ярах, балках, річкових долинах, у горах на висоті до 2000 м. Тіньовитривала рослина. Цвіте у травні — липні.
Поширена майже по всій Україні, крім Карпат, зрідка на півдні Степу, в Лісостепу і на Поліссі росте в культурах як важливий гутаперчонос. Райони заготівель зосереджені в Лісостепу та на Поліссі.

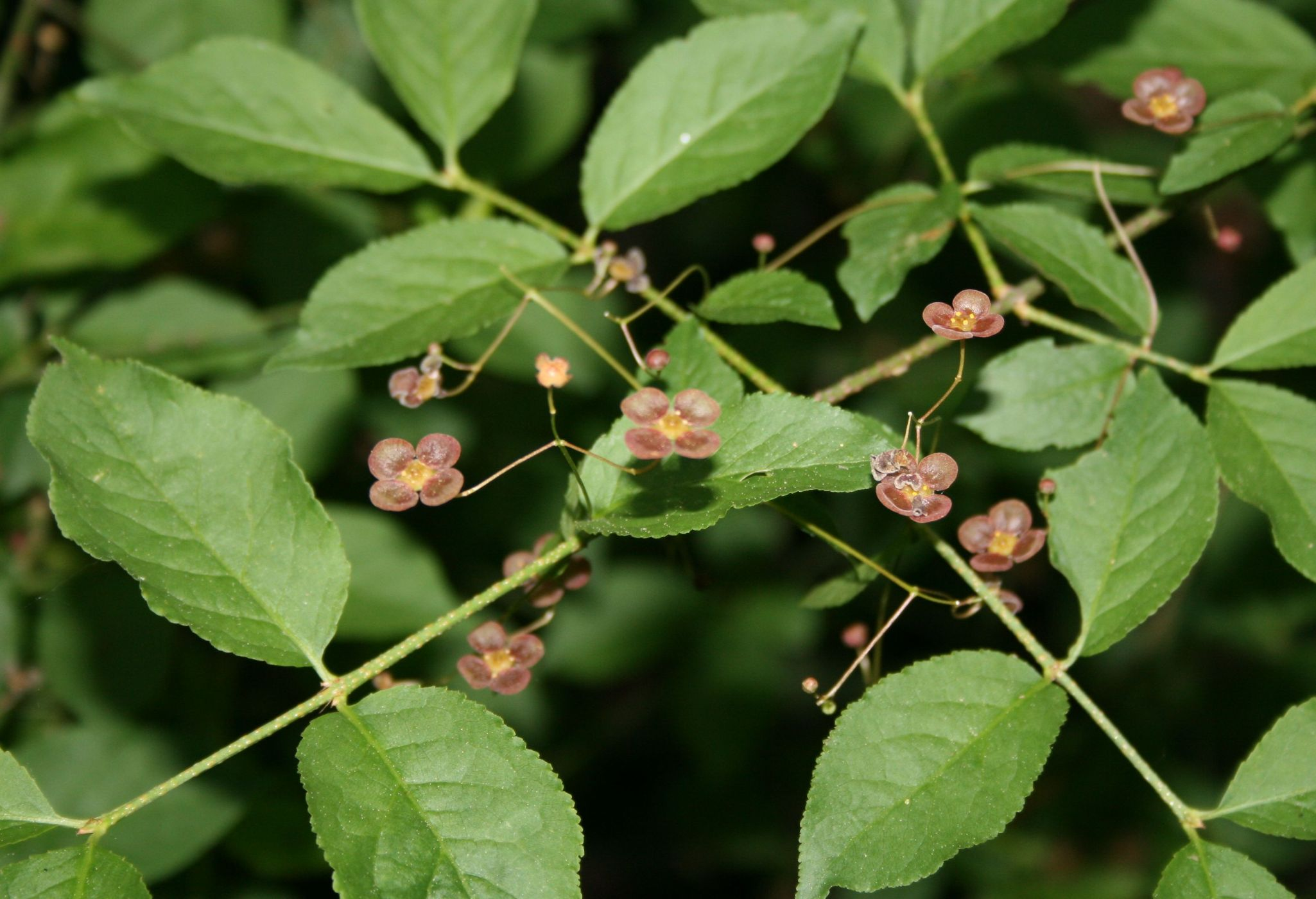
Квітки Бруслини бородавчастої

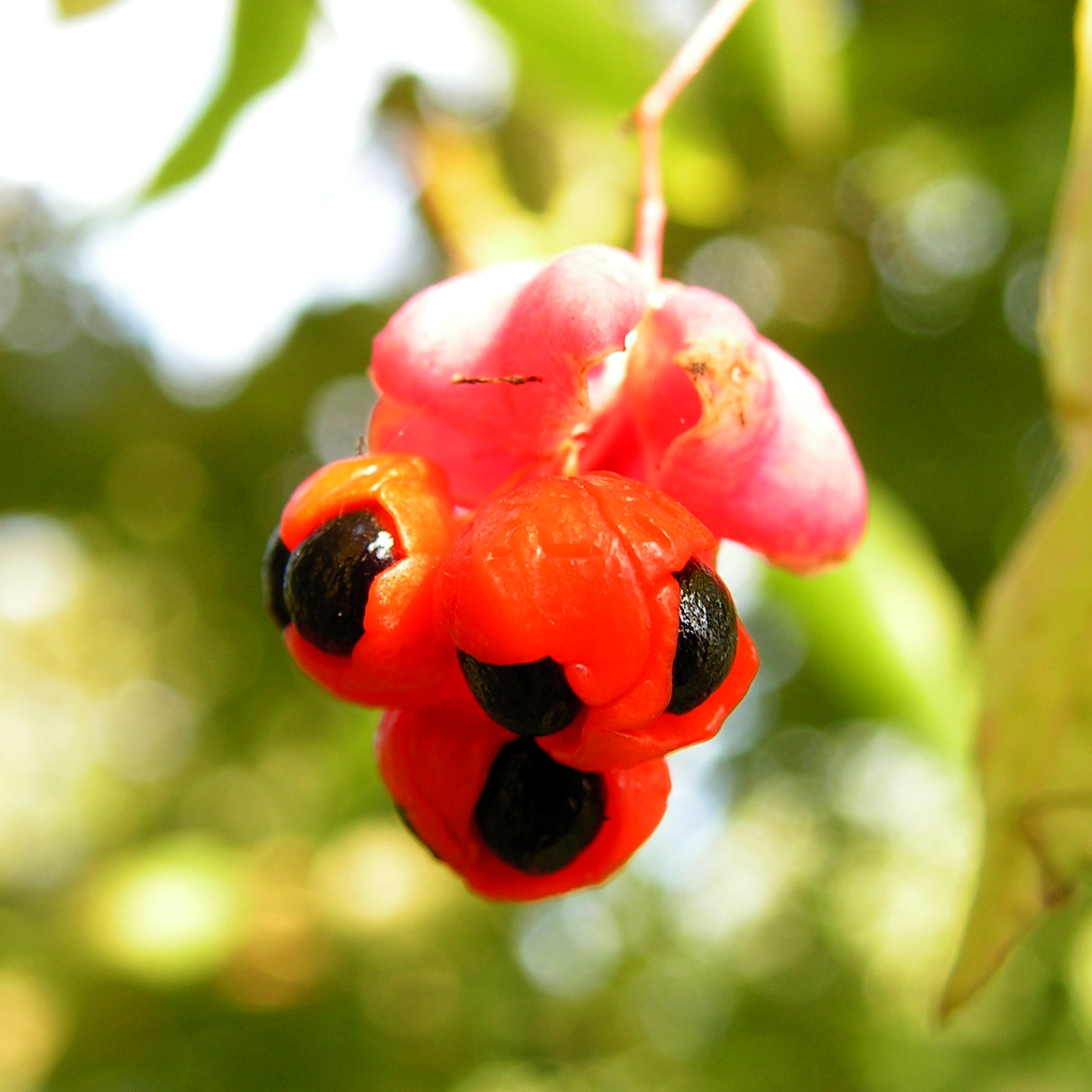
Плоди Бруслини бородавчастої

## Застосування
Бруслина бородавчаста є джерелом гутаперчі, яка використовується як ізоляційний матеріал (для обкладки підводних кабелів, частин хімічної апаратури, які контактують з кислотами і лугами) для медичних інструментів, для матриць у друкарській справі, для виготовлення клею, що склеює гуму й шкіру.
Ученим Боссе в 1932 році вперше в бруслині була знайдена гута, яка нагромаджується в основному в особливих клітинах первинної кори коренів. Є вона в стеблі і листках.
У період технічної стиглості суха кора коренів бруслини бородавчастої містить 12-13% гута (часом до 35%) і 3-4% смоли.
У народній медицині плоди бруслини бородавчастої застосовують як блювотне і сильне проносне, при хронічній малярії. Плоди і листки проти глистів, корости, олія з насіння — для знищення комах. Плоди мають властивість збуджувати діяльність статевих органів.
У корі, плодах і коренях обох видів бруслини міститься глюкозид евонімін, в олії з насіння є триацитин. Евонімін діє на організм як проносне, а також впливає на серце подібно наперстянці. При поїданні кори і листя бруслини вівці і кози отруюються, виникають кольки, блювання і пронос.
Деревина бруслини жовтувата, тверда, легка, щільна. З неї виробляють дрібні вироби. Вугілля з бруслини європейської йде на виготовлення тушувальних олівців, які дуже ціняться в теслярстві, бо вони легко стираються, не залишаючи слідів. Відвар плодів з галунами дає нестійку жовто-солом'яну, а з солями заліза — коричневу фарбу. Листки дають зелену, кора — зеленувато-жовту фарби.
Буслину бородавчасту використовують в зеленому будівництві як підлісок у групах, на узліссях, для живоплотів, у бордюрах і в поодиноких насадженнях. Особливо декоративні бруслини наприкінці літа і восени завдяки красивому забарвленню листків і плодів. Цей вид включений в асортимент чагарникових порід для лісосмуг, за винятком бурякосійних районів, бо один із циклів розвитку шкідника цукрових буряків — бобової попелиці — відбувається саме на бруслині.

### Збирання, переробка та зберігання
Сировиною для добування гути є кора коренів бруслини бородавчастої.
Заготовляють кору з 8-10-річних рослин протягом усього вегетаційного періоду, але восени, як правило, можна заготовити більшу масу коріння. 3 іншого боку, при весняному і ранньовесняному викопуванні під час сокоруху полегшується здирання кора.
Кору заготовляють з кожного виду окремо. Коли ж види ростуть разом, допускається заготівля їх у суміші з вказівкою відсоткового співвідношення кожного виду.
Основна маса коренів бруслини залягає на глибині 5-12 см і висмикнути рослину не становить великих труднощів. Обривки коренів, що лишилися в ґрунті, завжди дають гарні кореневі паростки, причому незалежно від строку заготівлі. Тому рекомендується при викопуванні коренів лишати від кожного куща два — три кореневих кінці в ґрунті для природного відтворення насаджень. Встановлено, що рослини, розмножені вегетативно, містять більше гути, ніж рослини, вирощені з насіння.
Здирають кору з коренів діаметром не менше 5 мм і не пізніше як через 3-4 години після викопування їх із землі. Для оббивання кори з коренів застосовують дерев'яні кияки, потім кору знімають тупим ножем, щоб не зачепити деревину. Можна знімати кору шляхом
запарювання коренів у казанах з гарячого водою. Запарюють доти, поки кора не почне легко здиратись, а деревина кореня не стане жовтою. Здирають кору зразу ж після запарювання або не пізніше як через 2-3 години після виймання коренів з казана.
Сушать кору під відкритими наметами або в добре провітрюваному приміщенні, захищаючи від дії прямих сонячних променів і дощу. Упаковують кору в одинарні рогожні і паперові кулі, мішки і кошики вагою до 30 кг.

## Синоніми
| - Euonymus europaeus var. leprosus L.f. - Euonymus integerrimus Prokh. - Euonymus oligospermus Ohwi - Euonymus panonicus Scop. ex C.F.Ludw. - Euonymus pauciflorus Maxim. - Euonymus pauciflorus var. chinensis (Maxim.) Rehder - Euonymus pauciflorus subsp. oligospermus (Ohwi) Okuyama - Euonymus verrucosus var. angustifolius Syr. | - Euonymus verrucosus f. angustifolius (Syr.) Gančev - Euonymus verrucosus var. chinensis Maxim. - Euonymus verrucosus f. cordatus Gančev - Euonymus verrucosus f. laevifolia Beck - Euonymus verrucosus f. parvifolius Gančev - Euonymus verrucosus var. pauciflorus (Maxim.) Regel - Euonymus voitii Graebn. & P.Graebn. |